# Хуэйтун
Хуэйту́н (кит. упр. 会同, пиньинь Huìtóng) — уезд городского округа Хуайхуа провинции Хунань (КНР).

## История
Во времена империи Тан из уезда Лунбяо (龙标县) был выделен уезд Ланси (朗溪县). Во времена империи Сун он был в 1103 году переименован в Хуэйтун.
После образования КНР в 1949 году был создан Специальный район Хуэйтун (会同专区), и уезд вошёл в его состав. 2 сентября 1952 года Специальный район Хуэйтун был расформирован, и уезд вошёл в состав нового Специального района Чжицзян (芷江专区), который уже 13 ноября был переименован в Специальный район Цяньян (黔阳专区). В 1970 году Специальный район Цяньян был переименован в Округ Цяньян (黔阳地区).
Постановлением Госсовета КНР от 30 июня 1981 года Округ Цяньян был переименован в Округ Хуайхуа (怀化地区).
Постановлением Госсовета КНР от 29 ноября 1997 года округ Хуайхуа был преобразован в городской округ.

## Административное деление
Уезд делится на 8 посёлков, 4 волости и 6 национальных волостей.